# Essis Aka
Essis Aka (sinh ngày 10 tháng 1 năm 1990) là một cầu thủ bóng đá người Bờ Biển Ngà thi đấu ở vị trí tiền vệ.

## Sự nghiệp quốc tế

### Bàn thắng quốc tế
Tỉ số và kết quả liệt kê bàn thắng của Bờ Biển Ngà trước.
| #  | Ngày                | Địa điểm                          | Đối thủ | Tỉ số | Kết quả | Giải đấu                           |
| -- | ------------------- | --------------------------------- | ------- | ----- | ------- | ---------------------------------- |
| 1. | 24 tháng 1 năm 2016 | Sân vận động Huye, Butare, Rwanda | Gabon   | 1–0   | 4–1     | Giải vô địch bóng đá châu Phi 2016 |